# Liège (Diège)
Die Liège ist ein Fluss in Frankreich, der in der Region Nouvelle-Aquitaine verläuft. Sie entspringt im Gemeindegebiet von Le Mas-d’Artige, im Regionalen Naturpark Millevaches en Limousin, entwässert generell Richtung Süd bis Südost und mündet nach rund 24 Kilometern im Gemeindegebiet von Saint-Pardoux-le-Vieux als linker Nebenfluss in die Diège. Auf ihrem Weg durchquert die Liège die Départements Creuse und Corrèze.

## Orte am Fluss
- Le Mas-d’Artige
- La Courtine
- Saint-Pardoux-le-Vieux